# Citadel : Diana
Pour les articles homonymes, voir Citadel.
Production
Diffusion
Chronologie
Citadel Citadel : Honey Bunny
Citadel : Diana ou Citadelle : Diana au Québec est une série télévisée italienne d'espionnage développée par Alessandro Fabbri (en) et un spin-off basé sur la série télévisée américaine Citadel. Elle est diffusée sur Prime Video le 10 octobre 2024.

## Synopsis
L'histoire se passe principalement à Milan en 2030. Diana est une jeune femme qui cherche à comprendre la mort de ses parents dans un accident d'avion suspect. Elle se fait repérer par un agent spécial de Citadel qui la recrute et l'entraine afin qu'elle puisse rentrer dans une agence d'espionnage rivale, Manticore, et découvrir la vérité. Diana est un agent double pour le compte de Citadel, agence d'espionnage indépendante œuvrant pour maintenir la paix et la justice dans le monde, au sein de Manticore, organisation internationale du crime. Cette série dévoile les liens entre les filiales française, allemande et italienne de Manticore qui se livrent à des jeux de pouvoir pour obtenir une arme surpuissante. De nombreux flashback expliquent, au fil de l'histoire, le passé de Diana et ses raisons qui impliquent Manticore dans le décès de ses parents. Citadel ayant été éradiquée par l'organisation criminelle quelques années auparavant, Diana se retrouve seule pour remplir ses objectifs, tenter de démêler la vérité et rester en vie.

## Distribution
- Matilda De Angelis (VF : Olivia Luccioni ; VQ : Célia Gouin-Arsenault) : Diana Cavalieri
- Lorenzo Cervasio (it) (VF : Arthur Khong ; VQ : François-Simon Poirier) : Edo Zani
- Maurizio Lombardi (en) (VF : Serge Biavan ; VQ : Marc-André Bélanger) : Ettore Zani
- Julia Piaton (VF : elle-même ; VQ : Marie Bernier) : Cécile Martin
- Thekla Reuten : Julia Ward Zani
- Bernhard Schütz (de) : Wolfgang Klein
- Filippo Nigro (VF : Xavier Fagnon ; VQ : Frédéric Paquet) : Gabriele
- Giordana Faggiano (VF : Audrey Sourdive ; VQ : Geneviève Bédard) : Sara Cavalieri
- Daniele Paoloni (VF : Arnaud Léonard ; VQ : Claude Gagnon) : Matteo Spadaro
- Marouane Zotti : Luca Pavan
- Jun Ichikawa : Giada
- Maxim Mehmet : Rainer Weber
- Carlo Sciaccaluga : Enrico Zani
- Sonia Bonny : Agathe

 Source et légende : version française (VF) sur RS Doublage

## Épisodes
|    |                                |            |
| N° | Titre de l'épisode             | Durée      |
| 1  | Coupée en deux (Divisa in Due) | 50 minutes |
| 2  | Guerre (Guerra)                | 47 minutes |
| 3  | Ensemble (Insieme)             | 48 minutes |
| 4  | Les Zani (Gli Zani)            | 35 minutes |
| 5  | Attaque (Assalto)              | 45 minutes |
| 6  | Jupiter (Giove)                | 42 minutes |

## Critiques

### Par la presse
Les avis reçus par la presse sont mitigés. Tantôt salué par l'intrigue de plus en plus complexe, l'attachement pour l'actrice principale et lien avec la série d'origine, tantôt par un "manque de saveur, comme du 007 délavé" et une série barbante et mal incarnée. 

### Par les spectateurs
La série comporte un casting assez bien choisi d'acteurs italiens et mène une intrigue originale et bien rythmée. Le jeux complexe de l'héroïne est bien mis en avant. En revanche, sa coupe de cheveux est régulièrement critiquée. D'autres n'apprécient pas les nombreux flashbacks et trouvent les épisodes ennuyeux et répétitifs.

## Tournage
Le tournage de la série a débuté en octobre 2022 et s'est terminé au début de 2024.[réf. nécessaire] Ce spin-off est tourné en Italie principalement, entre autres sur la commune de Porto Ceresio sur le bord du lac Lugano, et sur la commune de Mendrisio dans le Canton de Tessin en Suisse. 
Matilda De Angelis, dans la peau de Diana, a effectué près de 90% de ses cascades lors du tournage de cette série. 

## Liens
- Ressources relatives à l'audiovisuel :   - IMDb
  - Rotten Tomatoes
- Ressource relative à plusieurs domaines :   - Metacritic